# V-22
V-22 — український багатоцільовий легкий вертоліт. Розроблений в 2018 році авіабудівельною компанією Softex-Aero в місті Бровари. Гелікоптер призначений для приватних польотів, тренувань пілотів-аматорів та авіаційних змагань.

## Історія
Вперше був представлений 10 жовтня 2018 року в рамках міжнародної авіаційної виставки «Авіасвіт 2018» у Києві.

## Характеристики
- Екіпаж — 1 пілот і 1 пасажир
- Силова установка — 2 х Viking-110
- Потужність — 2 x 110к.с./82 кВт
- Максимальна швидкість — 250 км/год
- Крейсерська швидкість — 180 км/год
- Тривалість польоту — 3 год
- Максимальна висота польоту — 3000 м
- Дальність польоту — 540 км
- Висота польоту — 2250 м
- Максимальна злітна маса — 740 кг
- Вага порожнього вертольота — 380 кг
- Ємність паливного бака — 192,5 л
- Витрата палива — 53,5 л/год
- Діаметр лопатей — 7,14 м
- Висота — 1,38 м
- Довжина — 5,96 м